# Nerisyrenia incana
Nerisyrenia incana är en korsblommig växtart som beskrevs av Reed Clark Rollins. Nerisyrenia incana ingår i släktet Nerisyrenia och familjen korsblommiga växter. Inga underarter finns listade i Catalogue of Life.